# Elizabeth Marshall Thomas
Elizabeth Marshall Thomas, född 13 september 1931 i Boston, Massachussetts, är en amerikansk antropolog bosatt i New Hampshire. Hon har fått världsrykte genom sina antropologiska studier under trettio år av hundflockar som levde med henne, men under minsta möjliga inblandning och uppfostran. Hon är även skönlitterär författare.